# بارك هيونغ شك
بارك هيونغ سيك ولد في 16 نوفمبر 1991) ويعرف بشكل مبسط باسم هيونغ شك هو أحد أعضاء فرقة أطفال الإمبراطورية من كوريا الجنوبية وتديرها إمبراطورية ستار للترفيه. بدأ ظهور الفرقة بعد أغنية منفردة بعنوان «مازلتوف». بالإضافة إلى اشتراكه في العديد من المسلسلات فإن بارك كان أحد أعضاء برنامج المنوعات «الرجل الحقيقي».

## الحياة الشخصية
ولد بارك في يونغين، بمقاطعة كيونغ جي في كوريا الجنوبية وهو الثاني بين ولدين.[بحاجة لمصدر] تمت تسميته هيونغ سيك (بالكورية: 형식 ؛ هانجا: 炯 植) من قبل راهب بوذي، لأن والدته وجدته كانا من البوذيين.

## قائمة الأعمال

### الأفلام
| السنة | العنوان              | الدور | ملاحظات              |
| ----- | -------------------- | ----- | -------------------- |
| 2013  | جاستن وفرسان الشجاعة | جاستن | صوت (دبلجة بالكورية) |

### المسلسلات
| السنة | العنوان                   | الدور                          | القناة       | ملاحظات                     |
| ----- | ------------------------- | ------------------------------ | ------------ | --------------------------- |
| 2010  | المدعية العامة الأميرة    | رجل في النادي                  | إس بي إس     | ظهور بسيط في الحلقة 2       |
| 2010  | كل شيء عن الزواج          | متدرب                          | كي بي اس 2   | ظهور بسيط في الحلقة 18      |
| 2010  | غلوريا                    | متدرب                          | إم بي سي     | ظهور بسيط في الحلقات 11 و14 |
| 2012  | أتذكرك                    | تاي سُنغ                        | إس بي إس     |                             |
| 2012  | أمي الغبية                | أو سو هيون                     | إس بي إس     |                             |
| 2012  | زوجي حصل على عائلة        | عضو في فرقة أيدول مشهورة       | كي بي اس 2   | ظهور بسيط                   |
| 2013  | سيريوس                    | دو أون تشانغ الصغير / دو شن وو | كي بي اس 2   |                             |
| 2013  | تسعة: تسع سفرات عبر الزمن | بارك سُن وو الصغير              | تي في ان     |                             |
| 2013  | الورثة                    | جو ميونغ سو                    | إس بي إس     |                             |
| 2014  | ما خطب هذه العائلة؟       | تشا دال بونغ                   | كي بي اس 2   |                             |
| 2015  | ثابري غو هاي را           | الطالب تشا دال بونغ            | ام نت        | ظهور بسيط                   |
| 2015  | المتجمع الراقي            | يو تشانغ سو                    | إس بي إس     |                             |
| 2016  | هوارانج                   | سام مايك جونغ                  | كي بي اس 2   | بطل                         |
| 2017  | المرأة القوية دو بونغ سون | آهن مين هيوك                   | جاي تي بي سي |                             |
| 2018  | الدعوى                    | جوو ايون وو                    | كي بي اس 2   |                             |
| 2021  | السعادة                   | جونغ يي هيون                   | تي في ان     |                             |
| 2023  | شبابنا المزهر             | لي هوان                        | تي في ان     | [ 9 ]                       |
| 2023  | ركود الطبيب               | يو جيونج وو                    | جاي تي بي سي | [ 10 ]                      |
| 2025  | قلوب مدفونة               | سيو دونغ جو                    | اس بي اس     | [ 11 ]                      |
| 2025  | اثنا عشر                  | او-جوي                         | كي بي اس 2   | [ 12 ]                      |

#### سلسلة ويب
| عام  | عنوان         | الشبكة             | الدور       | Ref.          |
| ---- | ------------- | ------------------ | ----------- | ------------- |
| 2022 | الساوندتراك 1 | NHN Bugs! & ديزني+ | هان سيون-وو | [ 13 ] [ 14 ] |

### برامج المنوعات
| السنة     | العنوان                     | الدور                                 | القناة |
| --------- | --------------------------- | ------------------------------------- | ------ |
| 2012      | الأيدول والرومانسي          | طاقم العمل مع نام جي هيون (فور مينيت) | tvN    |
| 2013      | إم العد التنازلي            | ضيف (رئيس تشريفات)                    | Mnet   |
| 2013–2014 | الرجل الحقيقي               | من أفراد الطاقم                       | MBC    |
| 2015      | قانون الغابة: الهند الصينية | من أفراد الطاقم                       | SBS    |

## المسرحيات الموسيقية
| السنة     | العنوان             | الدور       |
| --------- | ------------------- | ----------- |
| 2011      | إغراء الذياب        | بان هاي وون |
| 2013      | أغنية حب غوانغهوامُن | جي يونغ     |
| 2013      | بوني وكلايد         | كلايد       |
| 2013–2014 | الفرسان الثلاثة     | دارتانيان   |

## الترشيحات والجوائز
| السنة | الجائزة                          | التصنيف                                 | العمل المرشح لأجله  | النتيجة |
| ----- | -------------------------------- | --------------------------------------- | ------------------- | ------- |
| 2013  | حفل جوائز MBC للترفيه            | أفضل مستجد في برنامج منوعات             | الرجل الحقيقي       | فوز     |
| 2014  | حفل جوائز بايكسانغ للفنون رقم 50 | أشهر ممثل تلفزيوني                      | الورثة              | رُشِّح     |
| 2014  | حفل جوائز نجوم أيبان الثالث      | أفضل ممثل تلفزيوني جديد                 | ما خطب هذه العائلة؟ | رُشِّح     |
| 2014  | حفل جوائز KBS في 2014            | أفضل ممثل تلفزيوني جديد                 | ما خطب هذه العائلة؟ | فوز     |
| 2014  | حفل جوائز KBS في 2014            | جائزة أفضل ثنائي مع المغنية نام جي هيون | ما خطب هذه العائلة؟ | فوز     |
| 2015  | حفل جوائز بايكسانغ للفنون رقم 51 | أفضل ممثل تلفزيوني جديد                 | ما خطب هذه العائلة؟ | رُشِّح     |

## روابط خارجية
- بارك هيونغ شك على موقع IMDb (الإنجليزية)
- بارك هيونغ شك على موقع ألو سيني (الفرنسية)
- بارك هيونغ شك على موقع ميوزك برينز (الإنجليزية)
- بارك هيونغ شك على موقع قاعدة بيانات الفيلم (الإنجليزية)
- بارك هيونغ شك على موقع كينوبويسك (الروسية)